# Dominique Nguyên Chu Trinh
Dominique Nguyên Chu Trinh (* 20. Mai 1940) ist ein vietnamesischer Geistlicher und emeritierter römisch-katholischer Bischof von Xuân Lộc. Sein Name kombiniert westliche Namenstradition (Dominique als Vorname vor den Familiennamen Nguyên) mit vietnamesischer (Chu Trinh als persönlicher Name steht hinter dem Familiennamen).

## Leben
Nguyen Chu Trinh wurde in Phu Nhai, Xuan Truong, Nam Định, in der Diözese Bui Chu geboren. Er studierte Philosophie und Theologie am Priesterseminar in Saigon (1960–66). Am 29. April 1966 empfing er die Priesterweihe für das Bistum Xuân Lộc. Danach war er Domvikar (1966–1975) und gleichzeitig Rektor des Hoa-Bing-Kollegs und Vizedirektor des Diözesanen Caritaszentrums. Seit 1978 war er Dompfarrer und Bischofsvikar und seit 2000 Generalvikar.
Papst Johannes Paul II. ernannte ihn am 30. September 2004 zum Bischof von Xuân Lộc. Die Bischofsweihe spendete ihm Paul Marie Nguyên Minh Nhât, emeritierter Bischof von Xuân Lộc, am 11. November desselben Jahres. Mitkonsekratoren waren Thomas Nguyên Van Trâm, Weihbischof im Bistum Xuân Lộc, und Joseph Hoàng Van Tiem, Bischof von Bùi Chu. Sein Wappenspruch lautet: omnia propter amorem christi
Papst Franziskus nahm am 7. Mai 2016 seinen altersbedingten Rücktritt an.